# 京都大学学術出版会
一般社団法人京都大学学術出版会（きょうとだいがくがくじゅつしゅっぱんかい、英称：Kyoto University Press）は、京都大学の出版部に当たる一般社団法人で、大学出版部協会の会員。主として京都大学における学術的成果を出版活動を通じて公表・普及することを目的とする。現会長は湊長博、理事長は足立芳宏。同会の出版活動に対して、第17回梓会新聞社学芸文化賞、梓会出版文化賞第20回記念特別賞、2011年度地中海学会賞が授与された。また、本出版会から刊行された多くの書籍が、各種の学会賞を受賞した。

## 概要
- 創業：1989年（平成元年）7月
- 法人設立：2005年（平成17年）9月
- 所在地：京都市左京区吉田近衛町69 京都大学吉田南構内
- 基金：5,835万円
- 年商：1億9106万円（令和3年度実績）
- 出版点数：1446点（令和4年度見込み）

## 主な出版物
シリーズ
- 学術選書
- プリミエ・コレクション - 京都大学の各研究科・研究所が推薦する優秀な若手研究者のモノグラフ
- 西洋古典叢書 - 1997年より開始
- 近代社会思想コレクション
- 東洋史研究叢刊
- 地域研究叢書 - 京都大学東南アジア地域研究研究所の選定する地域研究の代表的著作
- Kyoto Area Studies on Asia（地域研究叢書英文叢書） - オーストラリアのTrans Pacific Press社との提携による英文シリーズ。

定期刊行物
- アルケー 関西哲学会年報
- 二十世紀研究
- メルコ管理会計研究
- 哲學研究
- The Kyoto Economic Review オンラインジャーナル

## 類似した名称の出版社
1970年代前半に新左翼系雑誌『序章』を刊行していた序章社は、同誌創刊当時「京都大学出版会」という名称であったが、京都大学の公式団体ではなく（任意団体）、学術出版会と直接の関係はない。